# Ona Batlle
Ona Batlle Pascual (Vilassar de Mar, 10 giugno 1999) è una calciatrice spagnola, difensore del Barcellona e della nazionale spagnola.
Si è laureata campionessa d'Europa sia con la formazione Under-17, nell'edizione di Islanda 2015, che con l'Under-19, a Irlanda del Nord 2017, nonché vicecampionessa mondiale con l'Under-20 a Francia 2018.

## Carriera

### Club
All'età di 14 anni, durante la stagione 2013-14, entra a far parte delle giovanili del Barcelona Football Club.  L'anno successivo fa il salto di qualità, diventando membro dell'FC Barcelona "B", la prima filiale del Barcellona, che militava in Seconda Divisione.
Dopo tre anni nella squadra delle riserve blaugrana, Batlle ha firmato un contratto di un anno con il Madrid Women's Football Club, squadra recentemente promossa in Prima Divisione.
Ebbe un infortunio al mondiale under 20 alla caviglia, per questo motivo le è stato impedito di esordire con il suo nuovo club, il Levante UD, nelle prime giornate del campionato 2018-19.  Il suo esordio nella rosa dei Granota finalmente avvenne il 5 dicembre 2018 contro la sua ex squadra, il Madrid C.F.F., alla giornata 12 del campionato. Tre settimane dopo, nello scontro a Las Gaunas contro l'EDF Logroño, segnò il suo primo gol nella categoria.
Nell'estate del 2020 fece un salto di qualità, poiché esordì nella Women Super League, firmando per il Manchester United W.F.C, dove è rimasta per tre stagioni consecutive.
Nell'estate del 2023 firma per il Fútbol Club Barcelona e torna così in quella che era la sua casa.

### Nazionale
Batlle, inizia ad essere convocata dalla Federcalcio spagnola, indossando per la prima volta la maglia delle Furie Rosse con la formazione Under-17, chiamata dal tecnico federale Pedro López in occasione delle qualificazioni all'Europeo di Islanda 2015. Rimasta in rosa anche per la fase finale debutta il 22 giugno 2015, già dal primo incontro del gruppo A della fase a gironi pareggiato 1-1 con le pari età dell'Inghilterra, venendo poi utilizzata in tutte le partite della sua nazionale, le altre due della prima fase, entrambe vincenti con Germania (4-0) e Islanda (2-0), nella semifinale, dove la sua nazionale riuscì a eliminare la Francia  solo ai calci di rigore, e nella finale, vinta sulla Svizzera con il risultato di 5-2, festeggiando con le compagne il terzo titolo continentale per la nazionale spagnola femminile U-17.
Rimasta in quota anche per le successive qualificazioni all'Europeo di Bielorussa 2016, con le spagnole affidate ora alla selezionatrice María Antonia Is, condivide con le compagne la delusione per la finale persa ai rigori con la Germania. Grazie a questo risultato la squadra accede anche al Mondiale di Giordania 2016, dove Batlle continua a riscuotere la fiducia del tecnico venendo impiegata in tutti i cinque gli incontri dove la Spagna, battendo 4-0 il Venezuela nella finalina del 21 ottobre, raggiunge il 3º posto.
Passata all'Under-19 dall'anno seguente, ritrovando Pedro López come tecnico federale, viene impiegata in tutti i tre incontri della fase élite di qualificazione all'Europeo di Irlanda del Nord 2017, venendo poi confermata nella squadra che accede alla fase finale. Anche qui López le concede piena fiducia, impiegandola in tutti gli incontri della sua nazionale che, dopo aver passato il turno da seconda nel gruppo A della fase a gironi, sconfitta solamente dalla Germania, in semifinale supera per 3-2 i Paesi Bassi, ripetendosi con lo stesso risultato anche nella vittoria in finale al Windsor Park di Belfast che assegna il secondo titolo continentale alla giovanile spagnola.
Ancora una volta il risultato premia la Spagna con la partecipazione, con una formazione Under-20 affidata nuovamente a López, al Mondiale di Francia 2018. Inserita in rosa, Batlle scende in campo solo in uno dei sei incontri disputati dalla Spagna, il 6 agosto nella vittoria per sul Paraguay, partita inaugurale del gruppo C della fase a gironi, condividendo il percorso con le compagne che vede la sua nazionale superare al primo posto la prima fase eliminatoria, vincere per 2-1 la partita con la Nigeria ai quarti di finale, superare poi, con il risultato di 1-0, le padrone di casa della Francia in semifinale, e infine giungere alla finale del 24 agosto, dove davanti agli oltre 5 400 spettatori dello Stade de la Rabine di Vannes il Giappone, battuto nella fase iniziale, riesce in questo caso a vincere l'incontro per 3-1, aggiudicandosi il suo primo titolo mondiale U-20.
Entrata nel giro della nazionale maggiore, il commissario tecnico Jorge Vilda decide di convocarla nella primavera 2019 per valutare nuove giocatrici in vista del Mondiale di Francia 2019. In quell'occasione Batlle ha fatto il suo debutto nel maggio 2019, all'età di 19 anni, rilevando Virginia Torrecilla per i minuti finali nell'amichevole vinta 4-0 con il Camerun, tuttavia il ct non la inserisce poi nella lista delle 23 calciatrici in partenza per il Mondale.
Nell'ottobre 2019, è stata convocata nella squadra inaugurale della España Promesas (essenzialmente Spagna B), insieme a due compagne di club.
Vilda inizia a convocarla con regolarità dal 2020, chiamandola in occasione dell'edizione 2020 della SheBelieves Cup, dove gioca due dei tre incontri in programma conquistando il secondo posto nel torneo, e in seguito sia per le qualificazioni all'Europeo di Inghilterra 2022 che per quelle quelle al Mondiale di Australia e Nuova Zelanda 2023. Dopo essere stata una delle 15 firmatarie della lettera di protesta contro l’allenatore, ritenuto inadeguato ma sostenuto dalla federazione, nel 2023 viene convocata per il mondiale 2023, manifestazione in cui scende in campo da titolare anche nella finale, vinta 1-0 sull'Inghilterra.

## Statistiche

### Presenze e reti nei club
Statistiche (parziali) aggiornate al 7 giugno 2025.
| Stagione                 | Squadra                  | Campionato               | Campionato | Campionato | Coppe nazionali | Coppe nazionali | Coppe nazionali | Coppe continentali | Coppe continentali | Coppe continentali | Altre coppe | Altre coppe | Altre coppe | Totale | Totale |
| Stagione                 | Squadra                  | Comp                     | Pres       | Reti       | Comp            | Pres            | Reti            | Comp               | Pres               | Reti               | Comp        | Pres        | Reti        | Pres   | Reti   |
| ------------------------ | ------------------------ | ------------------------ | ---------- | ---------- | --------------- | --------------- | --------------- | ------------------ | ------------------ | ------------------ | ----------- | ----------- | ----------- | ------ | ------ |
| 2016-2017                | Barcellona               | PD                       | -          | -          | CS              | -               | -               | UWCL               | 0                  | 0                  |             | -           | -           | 0      | 0      |
| 2017-2018                | Madrid CFF               | PD                       | 28         | 0          | CS              | 0               | 0               |                    | -                  | -                  |             | -           | -           | 28     | 0      |
| 2018-2019                | Levante                  | PD                       | 19         | 1          | CS              | 1               | 0               |                    | -                  | -                  |             | -           | -           | 20     | 1      |
| 2019-2020                | Levante                  | PD                       | 20         | 2          | CS              | 1               | 0               |                    | -                  | -                  | SS          | 1           | 0           | 22     | 2      |
| Totale Levante           | Totale Levante           | Totale Levante           | 39         | 3          |                 | 2               | 0               |                    | -                  | -                  |             | 1           | 0           | 42     | 3      |
| 2020-2021                | Manchester United        | SL                       | 19         | 0          | W Cup           | 2               | 0               |                    | -                  | -                  | WSL Cup     | 2           | 0           | 23     | 0      |
| 2021-2022                | Manchester United        | SL                       | 21         | 1          | W Cup           | 1               | 0               |                    | -                  | -                  | WSL Cup     | 5           | 1           | 27     | 2      |
| 2022-2023                | Manchester United        | SL                       | 19         | 0          | W Cup           | 5               | 0               |                    | -                  | -                  | WSL Cup     | 3           | 0           | 27     | 0      |
| Totale Manchester United | Totale Manchester United | Totale Manchester United | 59         | 1          |                 | 8               | 0               |                    | -                  | -                  |             | 10          | 1           | 77     | 2      |
| 2023-2024                | Barcellona               | PD                       | 22         | 3          | CR              | 5               | 3               | UWCL               | 10                 | 0                  | SE          | 2           | 1           | 39     | 7      |
| 2024-2025                | Barcellona               | PD                       | 22         | 4          | CR              | 5               | 0               | UWCL               | 8                  | 0                  | CC+SS       | 1+2         | 0           | 38     | 4      |
| Totale Barcellona        | Totale Barcellona        | Totale Barcellona        | 44         | 7          |                 | 10              | 3               |                    | 18                 | 0                  |             | 5           | 1           | 77     | 11     |
| Totale carriera          | Totale carriera          | Totale carriera          | 170        | 11         |                 | 20              | 3               |                    | 18                 | 0                  |             | 16          | 2           | 224    | 16     |

## Palmarès

### Club
- Campionato spagnolo: 2

Barcellona: 2023-2024, 2024-2025
- Supercoppa spagnola: 2

Barcellona: 2024, 2025
- Coppa della Regina: 3

Barcellona: 2016-2017, 2023-2024, 2024-2025

#### Competizioni internazionali
- UEFA Women's Champions League: 1

Barcellona: 2023-2024

### Nazionale
- UEFA Women's Nations League: 1

2023-2024
- Campionato mondiale: 1

2023
- Campionato d'Europa under 17: 1

2015
- Campionato d'Europa under 19: 1

2017

### Individuale
- Team of the Tournament campionato europeo Under-17 femminile: 1

2016
- Team of the Tournament campionato europeo Under-19 femminile: 1

2017